# Roy Lichtenstein
Roy Fox Lichtenstein (n. 27 octombrie 1923, New York, SUA – d. 15 septembrie 1997, New York City, New York, SUA) a fost un pictor și sculptor american reprezentativ al mișcării Pop art. Alături de Andy Warhol, Robert Indiana, Richard Hamilton, Lichtenstein a fost unul din cei mai reprezentativi artiști ai acestei mișcări a secolului 20. A folosit imagini din benzi desenate ca modele pentru lucrările sale.

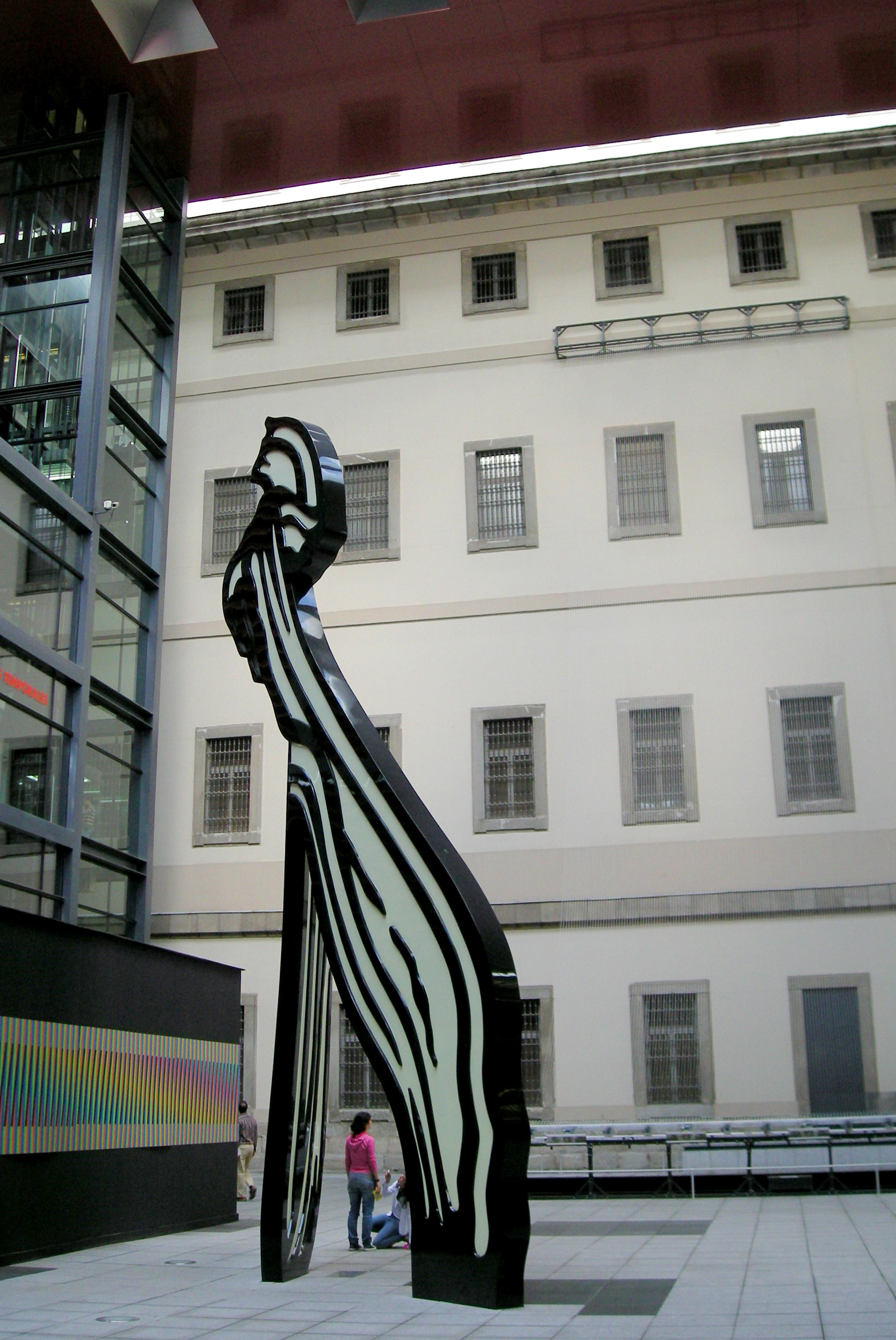
Brushstroke, 1996
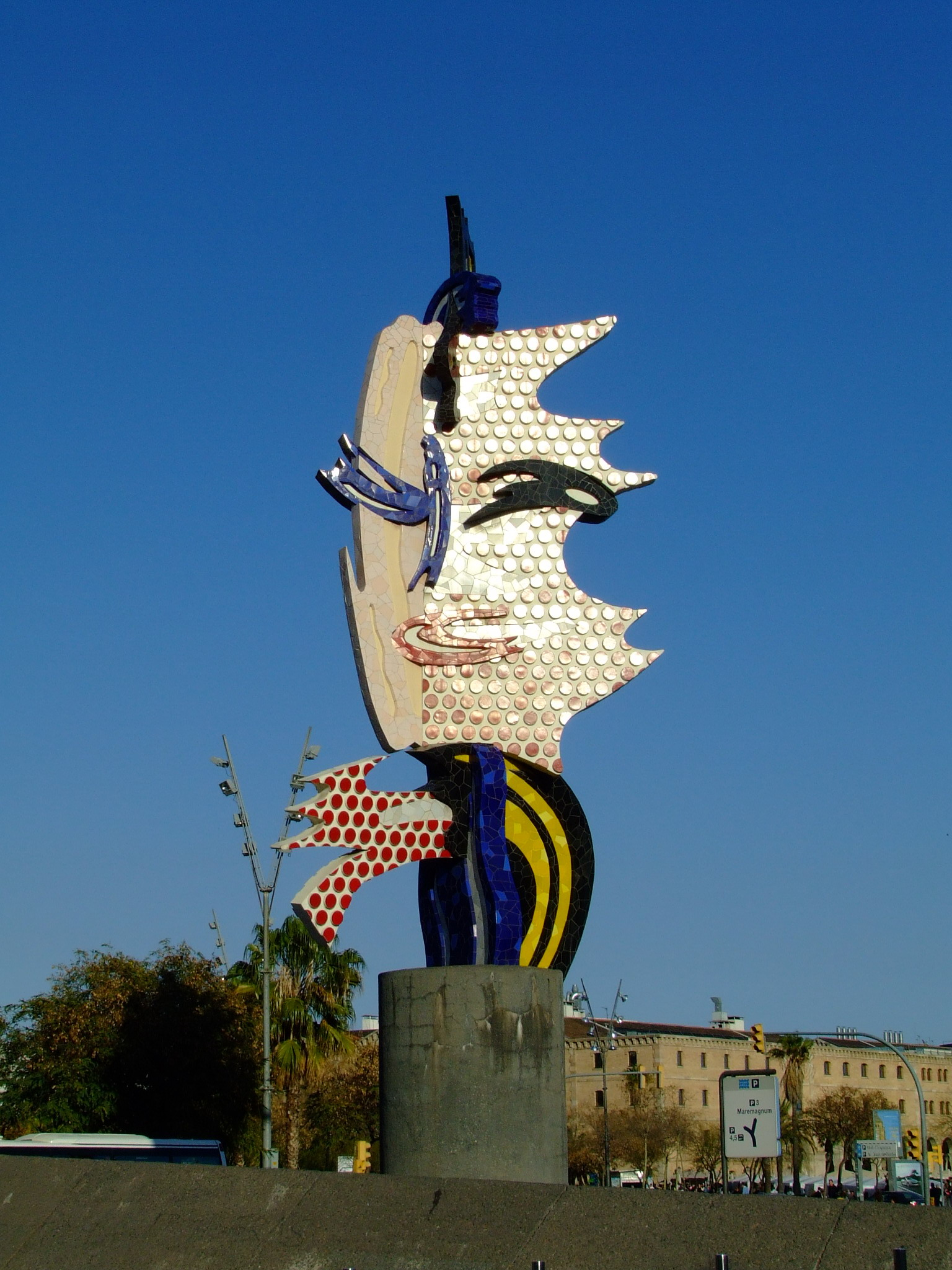
Barcelona Head, 1992